# Agesiles

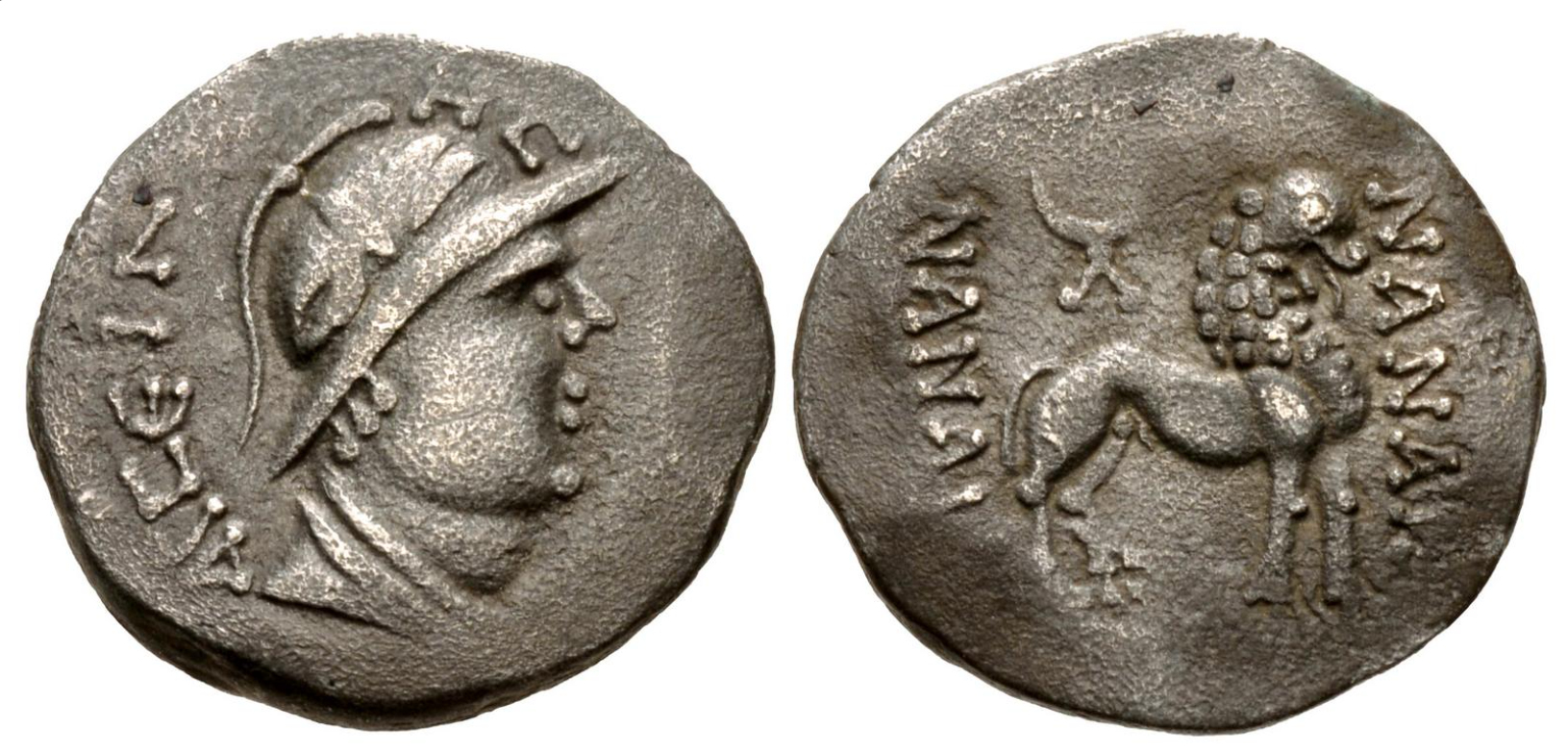
Moneta di Agesiles con legenda in Greco

Agesiles (o Arseiles) (fl. I secolo a.C.) è stato, con Sapadbizes, uno dei primi re conosciuti delle tribù Yuezhi indo-europee settentrionali.

## Biografia
Agesiles regnò attorno al 20 a.C.-1 a.C. e, sotto il suo comando, le tribù Yuezhi invasero il regno greco-battriano nella regione della Battria (l'area geografica nota nel ventunesimo secolo come Afghanistan) a partire dal 125 a.C..
Questo re è noto solo grazie alle monete che ha coniato, le quali sono particolarmente rare.